# Ogcodes pygmaeus
Ogcodes pygmaeus är en tvåvingeart som beskrevs av White 1914. Ogcodes pygmaeus ingår i släktet Ogcodes och familjen kulflugor. Inga underarter finns listade i Catalogue of Life.